# أكمة (قرية)
أكمة هي إحدى القرى التي تعد أحياناً ضمن محلية وادي حلفا. تقع في شمال منطقة السكوت، في الولاية الشمالية من السودان، على ضفة النيل الشرقية، يحها من الشمال قرية سونكي، ومن الجنوب قرية عكاشة(منطقة السكوت) ومن الشرق صحراء العتمور، ومن الغرب نهر النيل. بالقرب من الموضع الذي سيقوم عليه سد دال.

## النشاط السكاني
من الواضح البادي للناظر، أن معظم السكان مزارعون، وبعضهم يعمل بالرعي وفئة لا تتجاوز 0.8 يعمل في التجارة. وأهم الحرف إذاً هي:
- الزراعة.
- الرعي.
- التجارة.